# Куріпка непальська
Курі́пка непальська (Arborophila rufogularis) — вид куроподібних птахів родини фазанових (Phasianidae). Мешкає в Гімалаях і горах Південно-Східної Азії.

## Опис
Довжина птаха становить 26—29 см. Самці важать 325—430 г, самиці 261—386 г, забарвлення у них подібне. Лоб сірий, тім'я і потилиця оливково-коричневі, поцятковані чорними плямками. Над очима білі «брови». під дзьобом білі «вуса». Горло і бічні сторони шиї яскраво-руді, поцятковані чорними плямами. Нижня частина тіла сизувато-сіра, живіт білий. Гузка охристо-коричнева, спина і надхвістя оливково-коричневі. Покривні пера крил пістряві, каштаново-чорно-сіруваті. Дзьоб темно-коричневий або чорний, лапи рожеві або малинові. У молодих птахів нижня частина тіла тьмяніша, тім'я і боки у них поцятковані чорними смужечками. Представники різних підвидів мають різний візерунок горла.

## Підвиди
Виділяють шість підвидів:
- A. r. rufogularis (Blyth, 1849) — північно-східна Індія, Непал, Бутан і південно-східний Тибет;
- A. r. intermedia (Blyth, 1855) — від північно-східної Індії до північної та північно-західної М'янми;
- A. r. tickelli (Hume, 1880) — від східної М'янми до Таїланду і південно-західного Лаосу;
- A. r. euroa (Bangs & Phillips, JC, 1914) — від південного сходу китайської провінції Юньнань до північного Лаосу;
- A. r. guttata Delacour & Jabouille, 1928 — центральний В'єтнам і центральний Лаос;
- A. r. annamensis (Robinson & Kloss, 1919) — південь центрального В'єтнаму.

## Поширення і екологія
Непальські куріпки мешкають в Індії, Непалі, Бутані, Бангладеш, Китаї, М'янмі, Таїланді, Лаосі і В'єтнамі. Вони живуть у вологих гірських і рівнинних тропічних лісах і чагарникових заростях. Віддають перевагу гірським дубовим лісам, де ростуть також лаври та рододендрони. Зустрічаються на висоті від 300 до 2600 м над рівнем моря.

## Поведінка
Непальські куріпки зустрічаються невеликими зграйками по 5—10 птахів. Вони живляться насінням, пагонами, ягодами, комахами та равликами. В Індії сезон розмноження триває з квітня по липень, в Китаї з лютого по травень. В кладці від 3 до 5 білих яєць.